# Canton de Varennes-en-Argonne
Le canton de Varennes-en-Argonne est une ancienne division administrative française, qui était située dans le département de la Meuse et la région Lorraine.
Le canton est créé en 1790 sous la Révolution française. À la suite du redécoupage cantonal de 2014, le canton est supprimé.

## Géographie
Ce canton est organisé autour du chef-lieu Varennes-en-Argonne et fait partie intégralement de l'arrondissement de Verdun. Son altitude varie de 137 m (Lachalade) à 311 m (Esnes-en-Argonne) pour une altitude moyenne de 216 m. Sa superficie est de 153,62 km2.

## Histoire
Le canton de Varennes fait partie du district de Clermont & Varennes, créé par le décret du 30 janvier 1790 et qui sera simplifié en district de Clermont.
Après la suppression des districts en 1795, le canton intègre l'arrondissement de Verdun lors de la création de celui-ci en 1801.
À la suite du redécoupage cantonal de 2014, le canton est supprimé. Toutes les communes se retrouvent intégrées dans le canton de Clermont-en-Argonne.

## Composition
Le canton de Varennes-en-Argonne réunit les 12 communes de :
| Nom                             | Code Insee | Intercommunalité | Superficie (km2) | Population (dernière pop. légale) | Densité (hab./km2) |
| ------------------------------- | ---------- | ---------------- | ---------------- | --------------------------------- | ------------------ |
| Varennes-en-Argonne (chef-lieu) | 55527      | CC Argonne-Meuse | 11,81            | 663 (2014)                        | 56                 |
| Avocourt                        | 55023      | CC Argonne-Meuse | 14,66            | 116 (2014)                        | 7,9                |
| Baulny                          | 55033      | CC Argonne-Meuse | 3,91             | 15 (2014)                         | 3,8                |
| Boureuilles                     | 55065      | CC Argonne-Meuse | 21,33            | 120 (2014)                        | 5,6                |
| Charpentry                      | 55103      | CC Argonne-Meuse | 4,41             | 21 (2014)                         | 4,8                |
| Cheppy                          | 55113      | CC Argonne-Meuse | 14,83            | 126 (2014)                        | 8,5                |
| Esnes-en-Argonne                | 55180      | CC Argonne-Meuse | 14,76            | 136 (2014)                        | 9,2                |
| Lachalade                       | 55266      | CC Argonne-Meuse | 19,45            | 75 (2014)                         | 3,9                |
| Malancourt                      | 55313      | CC Argonne-Meuse | 16,52            | 68 (2014)                         | 4,1                |
| Montblainville                  | 55343      | CC Argonne-Meuse | 12,06            | 62 (2014)                         | 5,1                |
| Vauquois                        | 55536      | CC Argonne-Meuse | 8,14             | 20 (2014)                         | 2,5                |
| Véry                            | 55549      | CC Argonne-Meuse | 11,74            | 103 (2014)                        | 8,8                |

## Administration

### Conseillers d'arrondissement (de 1833 à 1940)
| Période                                  | Période          | Identité                                             | Étiquette      | Qualité |
| ---------------------------------------- | ---------------- | ---------------------------------------------------- | -------------- | --- |
| 1833                                     | 1842             | Pierre Rémy Roland (1785-1864)                       |                | Propriétaire à Montblainville et à Malmy (Marne)                                                            |
| 1842                                     | 1845             | Christophe Hubert Louis Drouot de Villay (1805-1888) |                | Ancien maire d'Esnes                                                                                        |
| 1845                                     | 1871             | Gustave Honoré Chanzy (1812-1873)                    |                | Notaire à Verdun, propriétaire à Varennes                                                                   |
| 1871                                     | 1880             | M. Faillette                                         |                | Agriculteur à Charpentry                                                                                    |
| 1880                                     | 1882 (décès)     | Jacques Pierre Genty (1813-1882)                     |                | Marchand de bois à Varennes-en-Argonne, Président du Conseil d'arrondissement                               |
| 1882                                     | 1886             | M. Goulden                                           |                | Ancien agriculteur et marchand de champagne à Reims (Marne)                                                 |
| 1886                                     | 1894 (démission) | Charles-Marie-Albert Mathieu (1846-1901)             | Républicain    | Docteur-médecin à Varennes-en-Argonne                                                                       |
| 1894                                     | 1901             | Eugène Antoine                                       |                | Marchand de bois, maire d'Avocourt                                                                          |
| 1901                                     | 1907             | François-Léon George (1855-1940)                     |                | Industriel à Varennes-en-Argonne                                                                            |
| 1907                                     | 1919             | Charles-Ernest Évrard                                |                | Notaire, maire de Varennes-en-Argonne                                                                       |
| 1919                                     | 1925             | François-Léon George                                 |                | Rentier à Varennes-en-Argonne                                                                               |
| 1925                                     | 1940             | Léon Legendre (1875-1946)                            | Droite URD PSF | Industriel, conseiller municipal de Varennes-en-Argonne                                                     |
| 1940                                     |                  |                                                      |                | Les conseils d'arrondissement ont été suspendus par la loi du 12 octobre 1940 et n'ont jamais été réactivés |
| Les données manquantes sont à compléter. |                  |                                                      |                | |

### Conseillers généraux de 1833 à 2015
| Période                                  | Période          | Identité                                        | Étiquette    | Qualité                                                                                     |
| ---------------------------------------- | ---------------- | ----------------------------------------------- | ------------ | ------------------------------------------------------------------------------------------- |
| Les données manquantes sont à compléter. |                  |                                                 |              |                                                                                             |
| 1833                                     | 1861             | Augustin Jacquesson                             |              | Notaire, propriétaire Maire de Varennes-en-Argonne                                          |
| 1861                                     | 1870             | Charles François Xavier d'Autemarre d'Ervillé   |              | Général de division, né à Cheppy                                                            |
| 1870                                     | 1880 (décès)     | Alexandre Charles Gustave de Bigaut-Préfontaine | Droite       | Maire de Varennes-en-Argonne                                                                |
| 1880                                     | 1894 (décès)     | François Mangin                                 | Républicain  | Négociant Maire de Varennes-en-Argonne                                                      |
| 1894                                     | 1901 (décès)     | Charles Marie Albert Mathieu                    | Républicain  | Docteur en médecine, maire de Varennes-en-Argonne Conseiller d'arrondissement               |
| 1901                                     | 1910             | Pierre Potier                                   | Nationaliste | Vétérinaire à Varennes-en-Argonne                                                           |
| 1910                                     | 1919             | Marie Henri Lombart                             | RG           | Docteur en médecine à Varennes-en-Argonne                                                   |
| 1919                                     | 1927 (décès)     | Philibert Janoly                                |              | Pharmacien à Varennes-en-Argonne                                                            |
| 1927                                     | 1934 (démission) | Henry Poincelet                                 | RG           | Avocat à Paris domicilié à Varennes-en-Argonne                                              |
| 1934                                     | 1940 (révoqué)   | René Boutaud                                    | RG           | Architecte Maire de Varennes-en-Argonne Révoqué en 1940                                     |
|                                          |                  |                                                 |              |                                                                                             |
| 1945                                     | 1955             | René Boutaud                                    | DVD          | Architecte, Varennes-en-Argonne                                                             |
| 1955                                     | 1961             | Jean Valiadis                                   | RGR          | Docteur en médecine à Varennes-en-Argonne                                                   |
| 1961                                     | 1978 (décès)     | Marcel Chevillot                                | UNR puis UDR | Instituteur Maire de Montblainville (1959-1974)                                             |
| 1978                                     | 1983 (démission) | Jérôme Jacquemin                                | Modéré       | Docteur en médecine à Varennes-en-Argonne                                                   |
| 1983                                     | 1998             | Yvon Victor                                     | DVD          | Vétérinaire à Varennes-en-Argonne                                                           |
| 1998                                     | 2015             | Jean-François Lamorlette                        | DVD puis UMP | Agriculteur Maire de Cheppy (depuis 1995) Elu en 2015 dans le Canton de Clermont-en-Argonne |

## Démographie
| 1962  | 1968  | 1975  | 1982  | 1990  | 1999  | 2006  | 2011  | 2012  |
| ----- | ----- | ----- | ----- | ----- | ----- | ----- | ----- | ----- |
| 2 098 | 1 983 | 1 777 | 1 684 | 1 603 | 1 547 | 1 569 | 1 533 | 1 539 |